# Teodomiro Menéndez
Teodomiro Menéndez Fernández (Oviedo, 25 de julio de 1879-Madrid, 28 de julio de 1978) fue un político y sindicalista socialista español.

## Biografía
Nacido en la ciudad asturiana de Oviedo, inició la carrera en política presentándose a las elecciones para el ayuntamiento de Oviedo en 1911. Fue elegido concejal. En 1919 fue elegido diputado para las Cortes Generales.
En 1917 como responsable del sindicato ferroviario impulsó la huelga ferroviaria de Asturias. Una vez aplastada la huelga por el Ejército, fue detenido y encarcelado. 
Durante el gobierno de la segunda república fue elegido diputado a Cortes por Oviedo en 1931 y ejerció el cargo de subsecretario de Obras Públicas (1932-1933) durante el que proyectó los futuros enlaces ferroviarios de Madrid e inauguró el parador nacional de Quintanar de la Orden (Toledo).
En 1934 participó en la huelga de octubre de 1934 siendo apresado por las tropas marroquíes y condenado a muerte. Ingresó en el penal de El Dueso hasta el triunfo del Frente Popular en las elecciones de febrero de 1936 fecha en la que fue liberado y en la guerra civil luchó en el bando republicano. Una vez finalizada se exilió a Francia en 1939 huyendo de la represión. En 1940 tras la ocupación nazi de Francia fue apresado en Burdeos y devuelto a España. Una vez en España fue condenado a muerte por segunda vez. En 1950, tras diez años de cárcel, fue liberado pues su pena capital había sido conmutada por 30 años de cárcel gracias a gestiones de Serrano Suñer.
Falleció en Madrid a los noventa y nueve años de edad, después de haber sido encarcelado dieciséis veces y condenado a muerte dos veces, siendo enterrado en el cementerio civil de Madrid.